# Pobratci
Pobratci (cyr. Побратци) – wieś w Bośni i Hercegowinie, w Republice Serbskiej, w mieście Sarajewo Wschodnie, w gminie Sokolac. W 2013 roku liczyła 17 mieszkańców.